# بحيرات المريخ

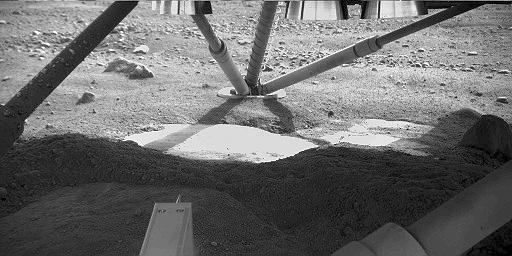
مشهد من أسفل مركبة فينيكس الهابطة على المريخ، ويبين هذا المشهد وجود بعض الأسطح الساطعة يمكن أن تكون ثلوجًا.

في صيف عام 1965، بينت الصور الأولى القريبة من سطح المريخ صحراء مليئةً بالفوهات دون أي علامات على وجود المياه. ومع ذلك، ومع تصوير أجزاء أخرى من الكوكب باستخدام آلات تصوير أكثر تطورًا علي مر العقود، ظهرت بعض الأدلة التي تدعم وجود وديان لأنهار سابقة، وبحيرات وثلوج موجودة في الأنهار الجليدية على سطح الكوكب. واكتشف العلماء أن المناخ المريخي يمر بتغيرات كبيرة على مدار الزمن الجيولوجي بسبب عدم استقرار محوره بقمر ضخم مثل محور كوكب الأرض. ويعتقد بعض الباحثين أيضًا أنه ربما كانت المياه السائلة موجودةً على سطح المريخ في فترات من الماضي بسبب الآثار الحرارية الجوفية، والتركيب الكيميائي، والاصطدامات النيزكية. وتصف هذه المقالة بعض المناطق التي كان من الممكن أن تضم بحيرات ضخمةً في الماضي.

## نظرة عامة
بجانب السمات المرصودة التي تشير إلى وجود المياه السطحية في الماضي على المريخ، وجد الباحثون أنواعًا أخرى من الأدلة على وجود المياه في الماضي. تستلزم المعادن المرصودة أيضًا في العديد من المواقع المريخية وجود المياه حتى تتكون. وخطط أحد الأجهزة الموجودة على مركبة 2001 مارس أوديسي المدارية حول كوكب المريخ توزيع المياه على السطح الضحل. وعندما أطلقت مركبة فينيكس الهابطة صواريخها الكابحة، خلال هبوطها على كوكب المريخ عند أقصى الشمال، كُشف عن وجود الثلوج.
عندما تدخل المياه إلى مسطح مائي كبير، مثل البحيرات، يمكن أن تتشكل الدلتا. تُظهر العديد من الفوهات، بالإضافة إلى المنخفضات الأخرى على المريخ، وجود تكوينات الدلتا التي تماثل التكوينات الموجودة على الأرض. وعلاوةً على ذلك، عندما تقع بحيرة في أحد المنخفضات، ستتوقف جميع القنوات التي تصب بها عند نفس الارتفاع. ويمكن رؤية هذا التكوين على المريخ حول الأماكن التي يُفترض احتوائها على مسطحات مائية ضخمة، بما يشمل المحيط المريخي الذي كان يُحتمل وجوده عند الشمال.
فكر عدد مختلف من الباحثين في احتمالية تشكل البحيرات المريخية في الماضي. ووجدت إحدى الدراسات 205 بحيرات مغلقة يمكن أن تكون قد تشكلت في الماضي بالفوهات المريخية. وتحتوي أحواض هذه البحيرات على وديان للقنوات التي كانت تصب فيها، والتي تمتد مرورًا بحافة الفوهة حتى تصب في الأحواض، ولكن لا توجد أي وديان مرصودة للقنوات التي تخرج من هذه الأحواض المحتملة. يصل الحجم الكلي لهذه الأحواض ما يكافئ عمق 1.2 متر، وهي منتشرة بانتظام على السطح المريخي. ومع ذلك، تمثل هذه الكمية جزءًا صغيرًا من خزانات الثلوج المائية الموجودة على كوكب المريخ حاليًا. ووجدت دراسة أخرى 210 بحيرات مفتوحة. وكانت هذه البحيرات ذات مداخل ومخارج؛ وبالتالي من المؤكد أن المياه قد دخلت إلى هذه الأحواض، ووصلت إلى ارتفاع القنوات التي تخرج منها. وتتميز بعض هذه البحيرات بأحجام مشابهة لأحجام بحر قزوين، والبحر الأسود، وبحيرة بايكال على الأرض. وجدت إحدى الدراسات، التي قُدمت مؤتمر علوم الكواكب والقمر لعام 2018، 64 بحيرةً كانت موجودةً في الماضي على كوكب المريخ عند منطقة هيلاس الشمالية الشرقية. واقترح الفريق أن هذه البحيرات قد تشكلت من أحد المحيطات التي كانت موجودةً في حوض هيلاس والمنخفضات الجنوبية الشرقية. وأظهرت البيانات التي حصل عليها مطياف التصوير الاستكشافي المدمج للمريخ (CRISM) معادن مائيةً مثل سميكتايت الحديد والمغنسيوم، والكلوريد اللامائي، وربما الكربونات. واقتُرح وجود هذا المحيط بواسطة فريق من الباحثين في عام 2016. ووجد الباحثون أيضًا 48 بحيرةً منقرضةً محتملةً في منطقة أرض العرب على كوكب المريخ. وصُنف بعضها على أنها أنظمة ذات حوض مفتوح؛ إذ ظهرت بعض الأدلة التي تشير إلى وجود قنوات تخرج من هذه البحيرات. وتراوحت أحجام هذه البحيرات بين عشرات الأمتار إلى عشرات الكيلومترات. واكتُشف أغلبها من خلال البحث عن التضاريس المنعكسة.
يُعتقد أن تشكل بعض البحيرات الموجودة في فوهات أرض سبأ كان بفعل ذوبان الأنهار الجليدية عند حوافها. وتوجد التضاريس المنعكسة لهذه التيارات في أراضي بعض الفوهات؛ إذ كانت المياه القادمة من هذه الأنهار الجليدية تحمل بعض الفتات الصخري في تيارات قنواتها، وظلت أكوام هذا الفتات في مكانها بعد انجراف الأراضي المحيطة بهذه القنوات بفعل عوامل التعرية.
وفي دراسة منشورة عام 2018، وجد الباحثون 34 بحيرةً منقرضةً، مع القنوات المتصلة بها، في حوض هيلاس الشمالي الشرقي. وبعضها كان قريبًا من بركان هادرياكوس. ومن المحتمل أن تكون السدود الناتجة من هذا البركان قد خلقت أنظمةً مائيةً حراريةً سمحت بذوبان الجليد. ويبدو أن بعض البحيرات قد تكونت بفعل تهاطل المياه بداخلها، بينما يبدو أن البعض الآخر قد تكون بفعل صعود المياه الجوفية.
وعلاوةً على ذلك، تشكل بعض الأحواض على كوكب المريخ جزءًا من سلاسل البحيرات الطويلة. يصل طول نظام سلسلة بحيرات ناكتونغ/سكامندر/مامرس فاليس إلى 4500 كيلومتر تقريبًا، بمساحة تصريف مائي مشابهة لمساحة التصريف الخاصة بنهري ميزوري والمسيسيبي. وأيضًا، يصل طول نظام بحيرات سمارا/هيميرا فاليس إلى 1800 كيلومتر. وتوجد أغلب سلاسل البحيرات الطويلة على المريخ في مستطيل مارغريتيفر ساينس المساحي.
تبدو بعض هذه البحيرات أنها كانت تحتوي على أحجام عالية جدًا من المياه مقارنةً بمساحة تصريفها؛ وبالتالي، من المعتقد أن هذه الزيادة كانت من المياه الجوفية. وظهرت أدلة أخرى أيضًا من خلال رصد بعض المواد المجعدة على أرضيات الأحواض. ويمكن أن تكون هذه التجعيدات قد تشكلت عندما كانت هناك كميات كبيرة من المياه على هذه الأرضيات.
وفي فبراير 2019، نشرت مجموعة من العلماء الأوربيين أدلةً على وجود نظام قديم وضخم من المياه الجوفية على مستوى كوكب المريخ، ومن المحتمل أن يكون هذا النظام ذو صلة بالمحيط المريخي. كانت الدراسة حول 24 فوهةً لا تظهر بها أي مداخل أو مخارج مائية؛ وبالتالي سيكون المصدر الوحيد للبحيرات الموجودة بها من باطن الكوكب. كانت جميع الفوهات في نصف الكرة الشمالي لكوكب المريخ. وكانت أرضياتها تصل إلى عمق 4000 متر أسفل مستوى «سطح البحر» المريخي، وهو مستوى يُحدد اعتمادًا على الارتفاع والضغط الجوي؛ نظرًا لعدم وجود البحار على سطح المريخ. ولا يمكن تشكل السمات الموجودة في أرضيات هذه الفوهات إلا في وجود المياه. وتحتوي العديد من الفوهات على سمات عديدة تبين أن مستوى الماء في هذه الفوهات كان يرتفع وينخفض مع الوقت. وظهرت تكوينات الدلتا والمدرجات في بعض هذه الفوهات. وتوجد بعض المعادن أيضًا في أرضيات هذه الفوهات، مثل التكوينات الطينية المختلفة والمعادن المخففة، وهي تتكون في وجود المياه فقط. وتظهر الطبقات أيضًا في بعض من هذه الفوهات. وتقترح هذه الملاحظات معًا بقوة أن الماء كان موجودًا في هذه الأماكن. وكانت الفوهات بيتيت، وساغان، ونيكولسون، وماكلولين، ودو مارثراي، وتومبو، وموهافي، وكوري، وأوياما، وواهو ضمن الفوهات المدروسة. ويبدو أنه إذا كانت أرضية الفوهة عميقةً بالشكل الكافي، يمكن للمياه الجوفية أن تخرج من باطن الكوكب مكونةً هذه البحيرات.